# Dipaenae squamicornis
Dipaenae squamicornis là một loài bướm đêm thuộc phân họ Arctiinae, họ Erebidae.